# Знаменская Пестровка
Знаменская Пестровка — село в Иссинском районе Пензенской области. Административный центр Знаменско-Пестровского сельсовета.

## География
Расположено на берегу реки Пелетьма в 26 км на восток от райцентра посёлка Исса.

## История
Поселено на р. Пелетьме во второй половине XVII в. (до 1690 г.) дворянином Калистратом Пестрово – прадедом основателя Бахметьевского хрустального завода (г. Никольск). Имелась каменная церковь во имя Знамения Пресвятой Богородицы, построенная в 1758 г. (перестроена в 1865 г.). С 1780 г. село в составе Инсарского уезда Пензенской губернии. В 1782 г. Знаменское-Пестровка и соседнее с. Никольское-Пестровка показаны в одной меже владений помещиков Василия Ивановича Левашова, Василия Ивановича Бабарыкина, Дмитрия Александровича Бахметева, Павла Платоновича Растригина, в обоих селах – 289 дворов, всей дачи – 6892 десятины, в том числе усадебной земли – 372, пашни – 4995, сенных покосов – 884, леса – 825; Знаменское-Пестровка располагалось по обеим сторонам р. Пелетьмы и на правой стороне безымянного отвершка, двух Пелетьминских Вершин и левой стороне безымянного отвершка. Две деревянные церкви: Знамения Пресвятой Богородицы и Даниила Столпника, два господских дома деревянных. На речке Пелетьме при селах три мучные мельницы, каждая о двух поставах. В 1877 г. в селе имелись церковь, школа, винокуренный завод. В 1894 г. имелась земская школа. 1896 г. – 166 дворов, при селе усадьба Бобарыкина (11 строений, 41 мужчина, 24 женщины). В 1911 г. – село Бутурлинской волости Инсарского уезда, 190 дворов, имение Боборыкина, церковь, земская школа, касса кредитного товарищества, ветеринарный пункт, одна мельница с нефтяным двигателем, 8 – ветряных, шерсточесалка, 3 кузницы, 6 лавок.
С 1928 года являлось центром Знаменско-Пестровского сельсовета Иссинского района Пензенского округа Средне-Волжской области (с 1939 года — в составе Пензенской области). В 1939 г. – центральная усадьба колхоза имени Ленина (организован в 1930 г.), 58 дворов. В 1955 г. – центральная усадьба колхоза имени Ленина. В 1980-е гг. – центральная усадьба колхоза «Путь Ленина»..

## Население
| 1864 | 1877 | 1897  | 1911  | 1926  | 1930  | 1940 |
| ---- | ---- | ----- | ----- | ----- | ----- | ---- |
| 889  | ↗921 | ↗1022 | ↗1274 | ↗1374 | ↗1577 | ↘970 |
| 1959 | 1979 | 1989  | 1996  | 2002  | 2010  |      |
| ↘714 | ↗724 | ↘633  | ↘558  | ↘519  | ↘424  |      |

## Инфраструктура
В селе имеются филиал МБОУ Средняя общеобразовательная школа с. Соловцово в с. Знаменская Пестровка (здание построено в 1950 году), детский сад, фельдшерско-акушерский пункт, отделение почтовой связи.

## Достопримечательности
В селе расположена недействующая Церковь иконы Божией Матери "Знамение" (1758).